# Messier 58
Messier 58 (M58, NGC 4579) – galaktyka spiralna z poprzeczką w gwiazdozbiorze Panny. Jest jedną z najjaśniejszych galaktyk w Gromadzie w Pannie. Odkrył ją wraz z M59 i M60 Charles Messier 15 kwietnia 1779 roku podczas obserwacji komety.
M58 znajduje się w odległości około 68 milionów lat świetlnych od Ziemi. Wymiary galaktyki szacuje się na ok. 117 × 93 tys. lat świetlnych (5,9' × 4,7').

## Obserwacje

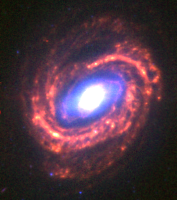
M58 w podczerwieni z wyraźnie widoczną strukturą spiralną, zdjęcie Teleskopu Spitzera

M58 w mniejszych teleskopach wygląda jak galaktyki eliptyczne Gromady w Pannie. 4-calowy instrument pozwala na obserwację niejednorodnego halo otaczającego jądro galaktyki wraz z rozjaśnieniami, które leżą w ramionach spirali. Przy sprzyjających warunkach przez 8-calowy teleskop można dostrzec poprzeczkę jako przedłużenie jądra w kierunku wschód-zachód.
Do tej pory w M58 zaobserwowano dwie supernowe:
- SN 1988A – odkryta 18 stycznia 1988, typ II
- SN 1989M – odkryta 28 czerwca 1989, typ I